# Robert Swarthe
Robert Postal Swarthe (* 6. September 1942 in Los Angeles) ist ein US-amerikanischer Animator und Visual Effects Supervisor.

## Leben
Swarthe besuchte den Animationsworkshop der University of California, Los Angeles, wo erste Kurzanimationsfilme wie Don’t Panic und Minor Discrepancies (beide 1964) entstanden. Zudem beendete er den Kurzanimationsfilm Uncle Walt, der lange Zeit für einen Disney-Film gehalten wurde. Swarthe begann nach Ende seines Studiums, bei der Haboush Company als Animator zu arbeiten. Hier entstand der Kurzanimationsfilm K-9000: A Space Oddity. Zudem gründete er sein eigenes Produktionsstudio Robert Swarthe Productions, mit dem er 1975 Kick Me produzierte. Für den Film, den Swarthe wie auch andere seiner Filme direkt auf den Einzelbildern des Filmstreifens handanimierte, erhielt er 1976 eine Oscar-Nominierung in der Kategorie Bester animierter Kurzfilm.
Swarthe ging zu Graphics Film, wo er sich zunehmend der Arbeit an visuellen Effekten widmete. Hier lernte er Douglas Trumbull kennen, der ihn als Leiter der Bereiche Visuelle Effekte und Animation beim Film Unheimliche Begegnung der dritten Art engagierte. Swarthe war zudem für die Visuellen Effekte in Star Trek: Der Film zuständig und erhielt dafür 1980 seine zweite Oscar-Nominierung, diesmal in der Kategorie Beste visuelle Effekte. Weitere Arbeiten Swarthes waren Einer mit Herz (1982) und Die Outsider (1983), beide von Francis Ford Coppola. Swarthe lebt in New York City.

## Filmografie (Auswahl)
- 1962: Attack of the Sea Beast
- 1964: Don’t Panic
- 1964: Uncle Walt
- 1964: Minor Discrepancies
- 1965: Vamos al Cine
- 1966: The Oil Refinery
- 1966: The Unicycle Race
- 1967: One Eye
- 1968: K-9000: A Space Oddity
- 1969: The Thrilling Adventures of the Chameleon in Color
- 1971: The Boss
- 1972: Radio Rocket Boy
- 1973: The Lone Dragnet
- 1975: Kick Me
- 1977: Unheimliche Begegnung der dritten Art (Close Encounters of the Third Kind)
- 1979: Ink, Paint Scratch
- 1979: Star Trek: Der Film (Star Trek: The Motion Picture)
- 1982: Einer mit Herz (One From the Heart)
- 1983: Die Outsider (The Outsiders)